# Domácí vězení
Domácí vězení je v historii jedním z nejdéle známých druhů trestu, který spočívá v omezení svobody pohybu a pobytu pachatele. Je alternativním trestem vůči trestu odnětí svobody, neboť odsouzený nepobývá ve vězení, ale má povinnost se zdržovat v určeném obydlí. V České republice jej zavedl od 1. ledna 2010 nový trestní zákoník, kde je upraven převážně v § 60 a 61; jeho výkon pak reguluje v § 334a–334h trestní řád a vyhláška č. 456/2009 Sb., o kontrole výkonu trestu domácího vězení. Je určen osobám, u kterých je sice třeba zasáhnout omezením svobody, ale s přihlédnutím k povaze a závažnosti trestného činu, povaze pachatele a možnostem jeho resocializace postačí menší intenzita zásahu. Kladně lze hodnotit také ekonomická hlediska výkonu tohoto trestu. Při uložení trestu domácího vězení může být pachatel i nadále ekonomicky aktivní, zabezpečovat tak sebe a svou rodinu, získávat finance na uhrazení způsobené škody, podílet se na financování svého trestu a zároveň také určitým způsobem přispívat do státního rozpočtu. Nezanedbatelná je také částka, kterou stát ušetří oproti uložení trestu odnětí svobody, a to i při zohlednění nákladů na zavedení domácího vězení a obstarání potřebného technického vybavení ke kontrole výkonu tohoto trestu.

## Domácí vězení v České republice

### Nařízení trestu domácího vězení
Trest domácího vězení může být pachateli uložen, pokud
- vzhledem k povaze a závažnosti spáchaného přečinu a osobě a poměrům pachatele lze mít důvodně za to, že postačí uložení tohoto trestu, a
- pachatel dá písemný slib, že se ve stanovené době bude zdržovat v obydlí na určené adrese a při výkonu kontroly poskytne veškerou potřebnou součinnost.[2]

Trest lze uložit až na 2 roky (§ 60 trestního zákoníku), což je ve srovnání s jinými státy spíše výjimka, ale ponechává se tak soudům dostatečný prostor k individuálnímu zvážení vhodné délky trestu. 
Stejně tak jako například v Anglii (curfew requirement), ale na rozdíl např. od Slovenska lze v ČR stanovit trest domácího vězení také u osob ve věku blízkém věku mladistvých. Toto označení nemá přesné věkové vymezení, ale přesto naznačuje, že by odsouzený neměl být o mnoho starší než 18 let. Ve výjimečných případech, které se odůvodňují rozumovou a mravní vyspělostí, může označovat mladé lidi až do jejich dovršení 21 let. U této věkové skupiny se trest domácího vězení obvykle kombinuje s dalšími výchovnými opatřeními, což vyjadřuje snahu zajistit účinnější výkon tohoto trestu a působení na pachatele, aby vedl řádný život. V případě maření uložených výchovných opatření pak může být pachatel posuzován stejně jako při maření výkonu trestu domácího vězení.
Další možností uložení trestu domácího vězení je přeměna nepodmíněného trestu odnětí svobody na trest domácího vězení po polovině vykonaného trestu v případě přečinů (§ 57a trestního zákoníku). Zde není soud vázán maximální výši trestu. V souvislosti s podmíněným propuštěním z výkonu trestu odnětí svobody je také možné uložit domácí vězení formou přiměřené povinnosti, tzv. "kvazi" domácí vězení až na dobu 1 roku (§ 89 odst. 1 a odst. 2 trestního zákoníku). V této formě se však nejedná o trest, ale součást podmínek v rámci zkušební doby podmíněného propuštění.

### Výkon trestu domácího vězení
Výkon trestu spočívá v nutnosti odsouzeného zdržovat se v obydlí ve dnech pracovního klidu a pracovního volna po celý den a v ostatních dnech v době stanovené soudem tak, aby výkon povinnosti nebránil zaměstnání odsouzeného, potřebné lékařské péči či účasti na bohoslužbách i ve dnech pracovního klidu a pracovního volna. Soud také může odsouzenému uložit další přiměřené omezení nebo přiměřené povinnosti směřující k tomu, aby vedl řádný život (péči o nezletilé děti a vyřizování jiných rodinných záležitostí) či podle svých sil nahradil škodu, kterou trestným činem způsobil, tak, aby při zajištění všech nezbytných potřeb odsouzeného a jeho rodiny ho přiměřeně postihl na svobodě (§ 60 odst. 4 tr. zákoníku). Před účinností novely č. 330/2011 Sb. trestní zákoník v § 60 odst. 3 upravoval dobu v níž se odsouzený musel vyskytovat v určeném obydlí ve dnech pracovního klidu a pracovního volna po celý den a v ostatních v době od 20:00 do 05:00, pokud mu v tom nebránily vážné důvody. Ke změně dle důvodové zprávy k zákonu došlo proto, že doba byla příliš návodnou a soudy mají nyní větší prostor k individualizaci trestu. Jsou však snahy vrátit znění do původní podoby.

### Kontrola výkonu trestu domácího vězení
Kontrolu výkonu trestu provádí úředník Probační a mediační služby formou namátkových kontrol v místě výkonu trestu, a to v době, kdy se má odsouzený podle podmínek trestu v určeném obydlí zdržovat. Za tímto účelem je odsouzený či propuštěný povinen na případné vyžádání probačnímu úředníkovi umožnit vstup do místa výkonu trestu. Po zavedení elektronického monitorovacího systému bude Probační a mediační služba spolupracovat s jeho provozovatelem. Namátkové kontroly mohou být doplňovány konzultacemi odsouzeného či propuštěného s probačním úředníkem na středisku Probační a mediační služby. Současně probační úředník odsouzenému či propuštěnému pomáhá při řešení jeho problémů formou poskytnutí odborné pomoci a poradenství s cílem vést odsouzeného ke spořádanému životu. Probační úředník je rovněž v kontaktu s rodinou odsouzeného či s osobami sdílející s klientem prostory obydlí, ve kterých odsouzený trest vykonává.
Trest domácího vězení byl v ČR zaveden v roce 2010. Probační a mediační služba na to konto nabrala devadesát nových zaměstnanců.
V prvních letech od svého zavedení byl však tento typ trestu velice málo využíván, především kvůli neefektivnímu způsobu kontroly. Jednak proto, že k tomu určení úředníci nemají dostatečnou časovou kapacitu, ale také proto, že charakter kontroly může být vnímán v rozporu s jejich úlohou v práci s odsouzeným (poskytování podpory v jeho potřebách). Došlo se tak k obecnému konsenzu, že jediným skutečně účinným a efektivním způsobem je zavedení elektronického monitoringu.

### Postup v případě maření výkonu trestu
Každé neplnění podmínek výkonu trestu, nedodržování uložených přiměřených omezení a povinností sděluje probační úředník soudu. Pokud odsouzený maří výkon tohoto trestu, soud rozhodne o přeměně zbytku nevykonaného trestu domácího vězení v trest odnětí svobody.

## Trest domácího vězení v Evropě
V současné době je domácí vězení zavedeno ve většině západoevropských zemí, k nimž se postupně připojují země střední a jihovýchodní Evropy. V každé zemi je jiná právní úprava a způsob kontroly odsouzených. Zřetelný je trend sílícího významu probace a alternativních trestů a snaha dát do souladu předpisy upravující kromě jiného také domácí vězení a elektronický monitoring v celé EU. Z komparace současného právního stavu a realizace kontroly domácího vězení ve vybraných evropských zemích (Anglie a Wales, Belgie, Dánsko, Francie, Irsko, Nizozemsko, Norsko, Portugalsko, Rakousko, Švédsko) jsou zřejmé tyto shodné prvky:
- dostavil se efekt snížení vězeňské populace a obsazenosti věznic,
- domácí vězení je kombinováno s prvky dohledu, s povinnou účastí odsouzeného v programech psychosociálního výcviku, s kontrolou dalších uložených povinností a omezení směřujících k jeho nápravě (např. zákaz užívání alkoholu),
- zavedení podmínky souhlasu odsouzeného s tímto trestem, popř. i členů jeho domácnosti,
- průměrná délka domácího vězení je tři a půl měsíce,
- úspěšnost domácího vězení je ovlivněna typem spáchaného deliktu, osobnosti pachatele a mírou jeho strachu z vězení,
- osobami v domácím vězení jsou obvykle mladí muži s delší kriminální minulostí a nejčastějšími delikty jsou krádeže, přechovávání drog, řízení pod vlivem návykové látky a loupež,
- závěry provedených výzkumů poukazují na to, že domácí vězení funguje především u osob, které žijí ve stabilním sociálním prostředí, mají domov, podporu rodiny a jsou ochotny spolupracovat s trestněprávním systémem,
- od roku 2006 je zřejmý nárůst v ukládání trestu domácího vězení.[7]

### Budoucnost trestu domácího vězení v Evropě
Budoucnost domácího vězení na evropském kontinentu je neodmyslitelně spojena se zaváděním elektronického monitorování odsouzených osob. Jmenované evropské země jsou v různé fázi příprav, pilotování nebo ostrého provozu této moderní technologie kontroly odsouzených. Využívá se především radiofrekvenční technologie, sledování pomocí GPS, hlasové ověřování a dálkové ověřování alkoholu (Nizozemsko, Švédsko). Pilotně se ve Švédsku ověřuje využití elektronického monitoringu při ochraně obětí trestných činů, ten je používán v USA v případech domácího násilí.
Trest domácího vězení může být účinný ve snížení recidivy a omezení vězeňské populace pouze v kombinaci s prvky sociální převýchovy, nikoli jen jako způsob izolace společensky nebezpečné osoby. A jako takový má nepochybně své místo v systému alternativních trestů.

## Elektronický monitoring

### Historie
Původně jde o teoretický koncept ze začátku šedesátých let dvacátého století (autoři psycholog z Harvardovy univerzity R. K. Schwitzgebel a jeho bratr R. Schwitzgebel (příjmení později zkracováno na Gable). Později se začal prakticky zpracovávat a patent na něj byl přidělen v roce 1964. Následně vývoj přerušen z důvodu přílišné technické náročnosti a etického dilematu o velkému zásahu do života sledovaných. Poté v 80. letech 20. století se americký soudce J. Love nechal inspirovat komiksem o Spidermanovi, kde bylo obdobného zařízení využito, načež mu M. T. Goss pro potřeby soudu zkonstruoval první monitorovací zařízení a v roce 1983 byla tato forma kontroly uložena prvním pěti odsouzeným. Obdoba tohoto zařízení v podobě náramku, vyrobená T. Moodym krátce poté začala fungovat na Floridě. Brzy se tento způsob začal hojně využívat a řešila se tak situace přeplněných věznic v Americe.

### Využívané technologie
Tyto typy monitoringu jsou využívány v USA, jako v původní a zároveň nejhojněji využívající zemi, kde se elektronický monitoring objevuje:
- Tzv. Aktivní technologie permanentní signalizace (Continously singnaling equipment): Obvykle náramek na zápěstí či kotníku, který komunikuje s přijímačem a ten prostřednictvím telefonické či datové linky předává signály do monitorovacího centra. Toto sleduje podle individuálního časového plánu uloženého trestu shodu v jeho plnění. Tento systém lze využít i pro kontrolu zákazu vstupu do vymezených prostor.

- Tzv. Pasivní technologie plánovaného kontaktu (Programmed contact equipment): Opakované náhodné kontrolování prostřednictvím pevné telefonní linky, aby bylo potvrzeno, že je doma. Pro ověřování totožnosti osoby se používá přibližování monitorovacího náramku k přijímači spojenému s telefonem a vysílání ověřovacího signálu. Taktéž hlasové ověření podle nahrávek dříve pořízených, kdy počítač hodnotí shodu nahrávky a aktuální řeči. Modernější zařízení využívají biometrické údaje – otisk palce či skenování sítnice oka.

- Ověřování abstinence alkoholu: Součástí zařízení je alkohol tester, který umožňuje ověřit, zda kontrolovaný nepožil alkohol. O výsledcích je informováno monitorovací centrum.

- GPS (Global positioning system): Vzhledem k nedostatkům předešlých technologií bylo využito dnes běžně známé technologie GPS, která osobu dokáže zaměřit kdekoli i mimo vymezené území (na rozdíl od předchozích). Pro potřebu elektronického monitoringu využíváno od roku 1996 v USA.[8]

Elektronické náramky a podobné technologie jsou považovány za příklad použití E-Governmentu.

### Elektronický monitoring v Evropě
V Evropě se tento způsob kontroly výkonu trestu domácího vězení začal používat v devadesátých letech, a to v různých podobách. V obecnosti se dá říci, že se zde využívají radiofrekvenční technologie a systém GPS, případně doplněné o hlasovou verifikaci.

### Elektronický monitoring v České republice
Probační a mediační služba podepsala v září 2017 smlouvu na elektronické náramky s vítězem tendru, firmou SuperCom. Za pořízení náramků a šestiletý provoz stát zaplatí 93 milionů korun. 21. 9. 2018 došlo k odloženému spuštění elektronického monitoringu v ČR.
Vývoj kauzy: Snahy Ministerstva spravedlnosti nebyly zpočátku dostatečné pro zavedení elektronického monitoringu ke sledování odsouzených k trestu domácího vězení. Po pěti neúspěšných pokusech o jejich zavedení, o kterých průběžně informovala česká média, ministerstvo našlo dodavatele, který měl v první fázi za 15,5 milionů korun dodat 280 náramků a provoz systému. V následujících šesti letech se pak mělo do systému investovat až do částky 93 milionů, díky kterým by Ministerstvo spravedlnosti mohlo využívat až 2000 zařízení dle potřeby. Výsledek soutěžního dialogu byl však napaden společností O2 IT Services, která argumentovala především nízkou cenovou nabídku, kdy dle této společnosti tato skutečnost vyvolává pochybnosti, zda zakázka bude realizovatelná. Stěžovateli dal za pravdu Úřad pro ochranu hospodářské soutěže, který zrušil úkony zadavatele související s posouzením nabídky vybraného uchazeče o zakázku a zakázal plnění smlouvy. Probační a mediační služba následně v rámci tzv. autoremedury zrušila výběr uchazeče, sestavila novou hodnotící komisi a v rámci druhého kola výběrového řízení vybrala opětovně společnost Supercom. 2. prosince 2021 Probační a mediační služba oznámila, že přestane používat elektronické náramky pro odsouzené vykonávající trest domácího vězení a tuto technologii nahradí namátkové kontroly úředníků.

## Známé případy trestu domácího vězení v historii

### Kambodža
Pol Pot – bývalý premiér Kambodži.

### Myanmar (Barma)
Aun Schan Su Ťij, šéfka myanmarské vlády, byla v domácím vězení od roku 1989 do roku 1995 a následně od roku 2000 s přestávkami do roku 2010 znovu.

### Římskokatolická církev
Galileo Galilei byl v domácím vězení od roku 1634 do roku 1642, kdy zemřel. Byl takto potrestán za svoji obhajobu Koperníkova tvrzení, že Slunce je středem naší soustavy, kolem kterého se Země otáčí.

### USA
Riddick Bowe – bývalý mistr v boxu. V domácím vězení poté, co byl propuštěn z výkonu trestu odnětí svobody.
Adrian Lamo – odsouzen k šesti měsícům domácího vězení za hackerství v The New York Times a Microsoftu.

## Domácí vězení v populární kultuře
- Cherish (film)
- Disturbia (film)
- House Arrest (film)
- The Nines (film)
- 100 Feet (film)